# ارماس تویونن
ارماس تویونن (انگلیسی: Armas Toivonen; ۲۰ ژانویهٔ ۱۸۹۹ – ۱۲ سپتامبر ۱۹۷۳) دونده ماراتن، دونده دو استقامت، و ورزشکار دو و میدانی اهل فنلاند بود.